# 北鄉站
北鄉站（日语：／ Kitagō eki */?）是位於宮崎縣日南市北鄉町鄉之原，屬於九州旅客鐵道（JR九州）的日南線車站，為未合併入日南市前的北鄉町中心車站，現時停靠所有級別的列車。

## 車站構造

### 站房
採用當地飫肥杉所建成的複合式單層木屋風的站房一座。中央部份為站房，左側為室內單車停泊場、右側為男、女獨立式洗手間。而前端的飲品售賣機，也用一座細小的木小屋外牆所包裹着。
進站後，左側為原站務室，現時由第一交通產業旗下的的士部門進駐。候車大堂內放置了多張候車長櫈及共用長枱。通道盡頭為開放式閘口。稍為沿右邊走便可到達站內平交道，再橫越下行的路軌後可通至島式月台。
為了配合整體的設計，站內的路線圖也刻意改為採用排色的底色，以配合整個站房木色的色調。

### 月台
設有島式月台1個，站房和月台之間以站內平交道連接。
| 月台             | 路線    | 上下行 | 方向                   |
| ---------------- | ------- | ------ | ---------------------- |
| 西邊（站房一邊） | ■日南線 | 上行   | 南宮崎、宮崎方向       |
| 東邊             | ■日南線 | 下行   | 油津、南鄉、志布志方向 |

## 歷史
- 1941年10月28日：志布志線油津至此站之間開通，此站啟用[2]。
- 1963年5月8日：日南線南宮崎至本站開通，志布志線志布志站～本站由改編入日南線[1]。
- 1971年2月1日：結束貨物業務。
- 1987年4月1日：隨國鐵分割民營化，車站由九州旅客鐵道（JR九州）營運[3][4]。
- 2021年：

- 9月16日：受超強颱風燦都所引發的大雨影響，青島～志布志之間暫停行駛。
- 9月27日：臨時代行巴士投入服務，其中本站～南宫崎間為經高速公路，途中不停站。
- 12月11日：青島～志布志之間恢復通車。

- 2022年4月1日：隨九州旅客鐵道宮崎支社（日语：九州旅客鉄道宮崎支社）成立，從鹿兒島支社轉移[10]。

## 使用狀況
JR九州自2016年度起再沒有公佈本站的使用人數，事實上本站自2006年起的每日平均人數皆少於100人，因此連列入排行榜附錄表的機會也沒有。
以下為近年的乘車人次列表。
| 年度     | 1日平均 乘車人次 |
| -------- | ---------------- |
| 1996     | 158              |
| 1997     | 182              |
| 1998     | 184              |
| 1999     | 168              |
| 2000     | 173              |
| 2001     | 185              |
| 2002     | 170              |
| 2003     | 147              |
| 2004     | 116              |
| 2005     | 110              |
| 2006     | 95               |
| 2007     | 94               |
| 2008     | 90               |
| 2009     | 93               |
| 2010     | 91               |
| 2011     | 91               |
| 2012     | 84               |
| 2013     | 87               |
| 2014     | 83               |
| 2015     | 71               |
| 2016以後 | <100             |

## 相鄰車站
九州旅客鐵道（JR九州）
■日南線
■觀光特急「海幸山幸」
青島－北鄉－飫肥
■快速「日南Marine號」
伊比井－北鄉－飫肥
■普通
伊比井－北鄉－內之田

## 外部連結
- JR九州北鄉站